# 梅菲爾德鎮區 (密歇根州大特拉弗斯縣)
梅菲爾德鎮區（英語：Mayfield Township）是位於美國密歇根州大特拉弗斯縣的一個行政鎮區。

## 地方資料
梅菲爾德鎮區的面積為93.40平方千米，當中陸地面積為93.00平方千米，而水域面積為0.40平方千米。根據2020年美國人口普查的數據，當地共有人口1786人，而人口密度為每平方千米19.12人。